# نورث استار (دلاویر)
نورث استار (به انگلیسی: North Star) یک منطقهٔ مسکونی در ایالات متحده آمریکا است که در شهرستان نیوکاسل، دلاویر واقع شده‌است. نورث استار ۱۷٫۷ کیلومتر مربع مساحت و ۷٬۹۸۰ نفر جمعیت دارد و ۱۰۶٫۹۹ متر بالاتر از سطح دریا واقع شده‌است.